# Alwar (district)
Alwar is een district in de Indiase staat Rajasthan. Het district telt 3.674.179 inwoners (2011) en heeft een oppervlakte van 8380 km².
Volgens de volkstelling van 2011 telt het district Alwar 3.674.179, een stijging vergeleken met 2.990.862 inwoners in 2001. De meeste inwoners zijn hindoeïstisch (83%) of islamitisch (15%). 
Hoofdstad: Jaipur
Districten:
Divisie Ajmer: Ajmer · Bhilwara · Nagaur · Tonk
Divisie Bharatpur: Bharatpur · Dholpur · Karauli · Sawai Madhopur
Divisie Bikaner: Bikaner · Churu · Hanumangarh · Sri Ganganagar
Divisie Jaipur: Alwar · Dausa · Jaipur · Jhunjhunu · Sikar
Divisie Jodhpur: Barmer · Jaisalmer · Jalore · Jodhpur · Pali · Sirohi
Divisie Kota: Baran · Bundi · Jhalawar · Kota
Divisie Udaipur: Banswara · Chittorgarh · Dungarpur · Pratapgarh · Rajsamand · Udaipur